# Per-Gunnar Andersson
Per-Gunnar "P-G" Andersson (Årjäng, 10 maart 1980) is een Zweeds rallyrijder. Hij is een tweevoudig kampioen in het Junior World Rally Championship en was in het seizoen 2008 actief voor het fabrieksteam van Suzuki in het wereldkampioenschap rally met de Suzuki SX4 WRC.

## Carrière

### Vroege resultaten

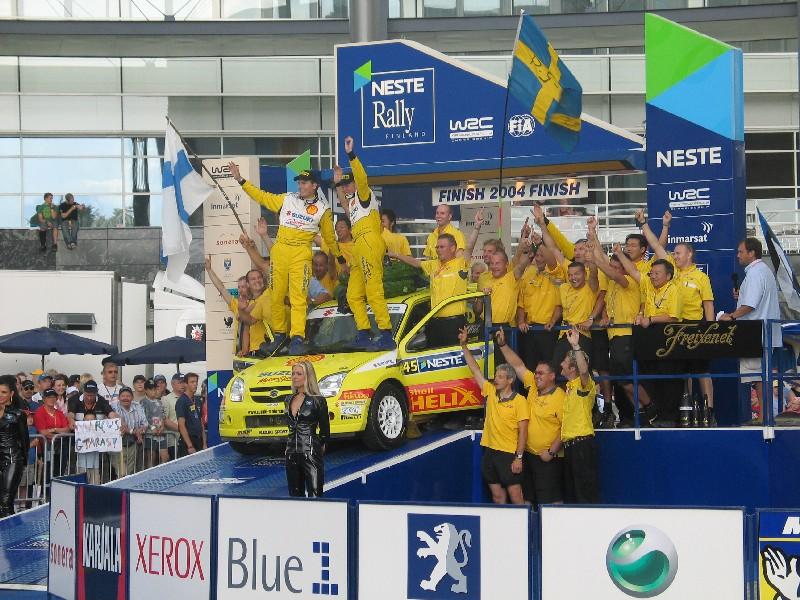
Andersson viert zijn JWRC-overwinning in Finland 2004, in het jaar dat hij ook naar de titel greep

Per-Gunnar Andersson, ook wel P-G Andersson, debuteerde in 1999 in de rallysport. In 2003 werd hij met een Renault Clio Zweeds rallykampioen in de 1600cc klasse (voor kleine Groep A auto's). Zijn debuut in het wereldkampioenschap rally vond plaats het jaar daarvoor, in het seizoen 2002, en in het seizoen 2004 reed hij voor het eerst een programma met Suzuki in het Junior World Rally Championship. Daarin was hij gelijk succesvol en greep naar de titel achter het stuur van de Suzuki Ignis S1600. Dit resultaat wist hij met de Swift S1600 te herhalen in 2007.

### Wereldkampioenschap rally

#### 2008: Suzuki
Suzuki had op dat moment al de intenties om voor het seizoen 2008 deel te gaan nemen aan het kampioenschap met een World Rally Car en Andersson werd gepromoveerd tot een van de fabrieksrijders voor het debuutseizoen, met de ervaren Toni Gardemeister als teamgenoot. Andersson en Gardemeister kende echter geen gemakkelijk seizoen, waarin de betrouwbaarheid van de auto, de SX4 WRC, regelmatig ontbrak, en een punten-scorende positie een schaarste bleek. Andersson greep wel gelijk naar een kampioenschapspunt tijdens de seizoensopener in Monte Carlo. In de laatste twee rondes van het kampioenschap behaalde hij in achtereenvolgend een vijfde plaats. Suzuki kondigde echter na afloop van het seizoen aan het project stop te zetten naar aanleiding van de instabiele situatie in de wereldwijde economie op dat moment.

#### 2009-2013

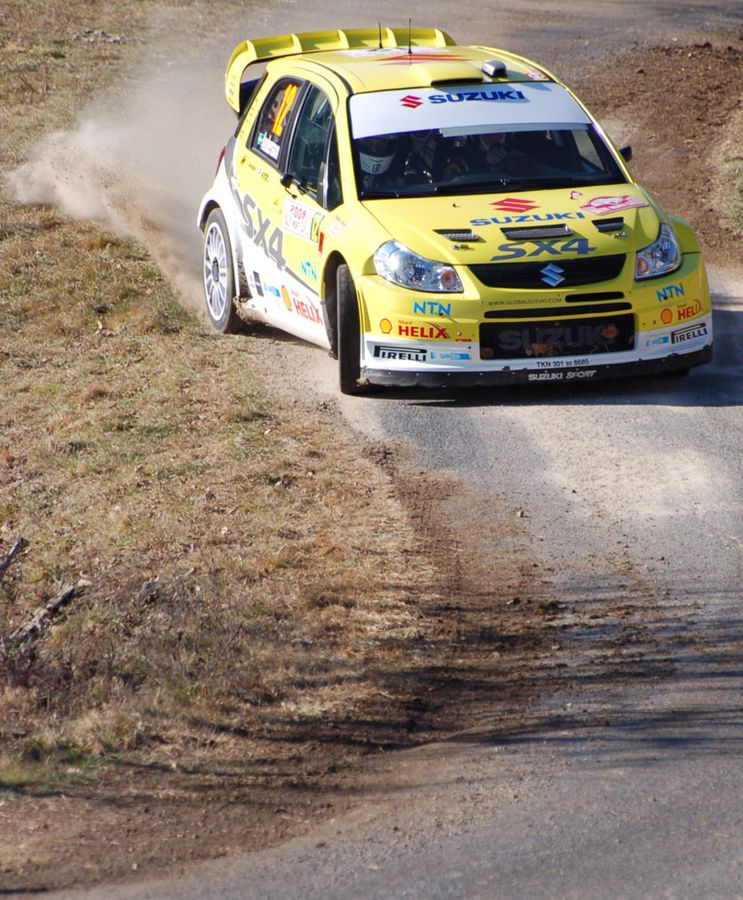
Andersson met Suzuki actief tijdens de Rally van Monte Carlo in 2008

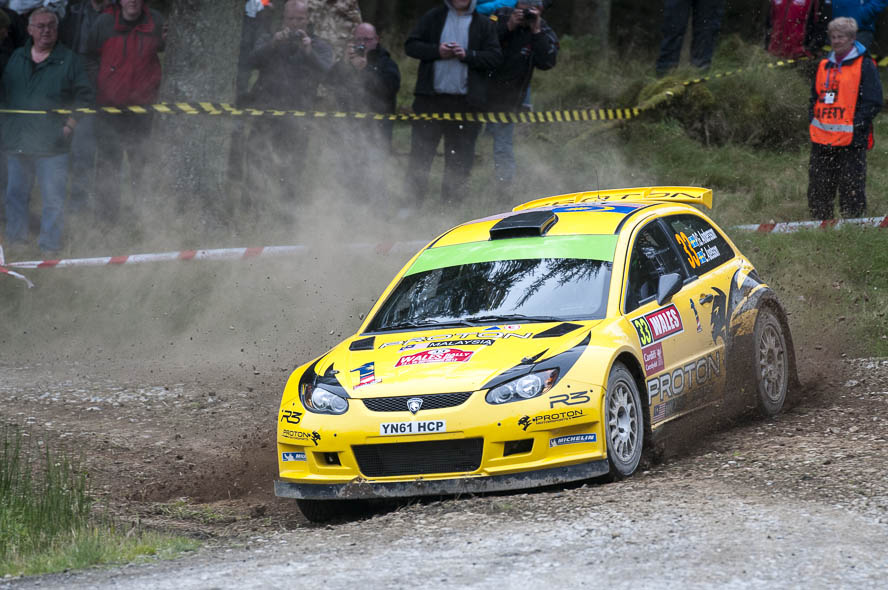
Andersson met de Proton Satria S2000 tijdens de Rally van Groot-Brittannië in 2012

Andersson maakte slechts een eenmalig optreden in het seizoen 2009, tijdens de Rally van Noorwegen, waar hij in een "gedateerde" Škoda Fabia WRC competitieve tijden wist neer te zetten (waaronder twee KP overwinningen), maarlater  met mechanische problemen moest opgeven. Tijdens de seizoensopener van 2010 in Zweden, eindigde Andersson ditmaal in een Škoda Fabia S2000 als tiende in het eindklassement, waarmee hij klassewinnaar was, en tevens naar een punt greep in het rijderskampioenschap. In het resterende seizoen reed hij met deze auto in het Super 2000 World Rally Championship, waarin hij nog enkele goede resultaten behaalde, maar het kampioenschap niet af reed. Tussendoor nam hij tijdens de WK-ronde in Bulgarije eenmalig plaats in een Ford Focus RS WRC van het Stobart Ford team. Hij eindigde de rally op een zevende plaats. Andersson verscheen aan de start van het WK-seizoen in 2011 in Zweden, waar hij met een Ford Fiesta RS WRC deelnam. Andersson won in totaal vier klassementsproeven en leidde de rally ook kortstondig, maar liep tegelijkertijd tijdsverlies op door mechanische problemen en stuurfouten, waardoor hij uiteindelijk als zevende zou eindigen. Andersson keerde in Sardinië terug in de Fiesta RS WRC, maar eindigde de rally ondanks een bemoedigde start door veel tijdsverlies buiten de top tien. In Finland verscheen hij aan de start met een Subaru Impreza R4 geprepareerd door Tommi Mäkinen Racing.
Naast zijn activiteiten in het WK, nam Andersson ook voor Proton deel aan rondes uit de Intercontinental Rally Challenge met de Proton Satria Neo S2000. De auto werd geplaagd door betrouwbaarheidsproblemen en Andersson behaalde slechts één keer een resultaten binnen de punten. In 2012 werkte hij met hetzelfde Proton een programma in het WK af, waarin ze deelnamen aan het Super 2000 World Rally Championship. Andersson eindigde in het kampioenschap als tweede. In 2013 reed hij een gedeeld programma met een privé-ingeschreven Fiesta RS WRC, met een achtste plaats in Finland als zijn beste resultaat.

### Rallycross

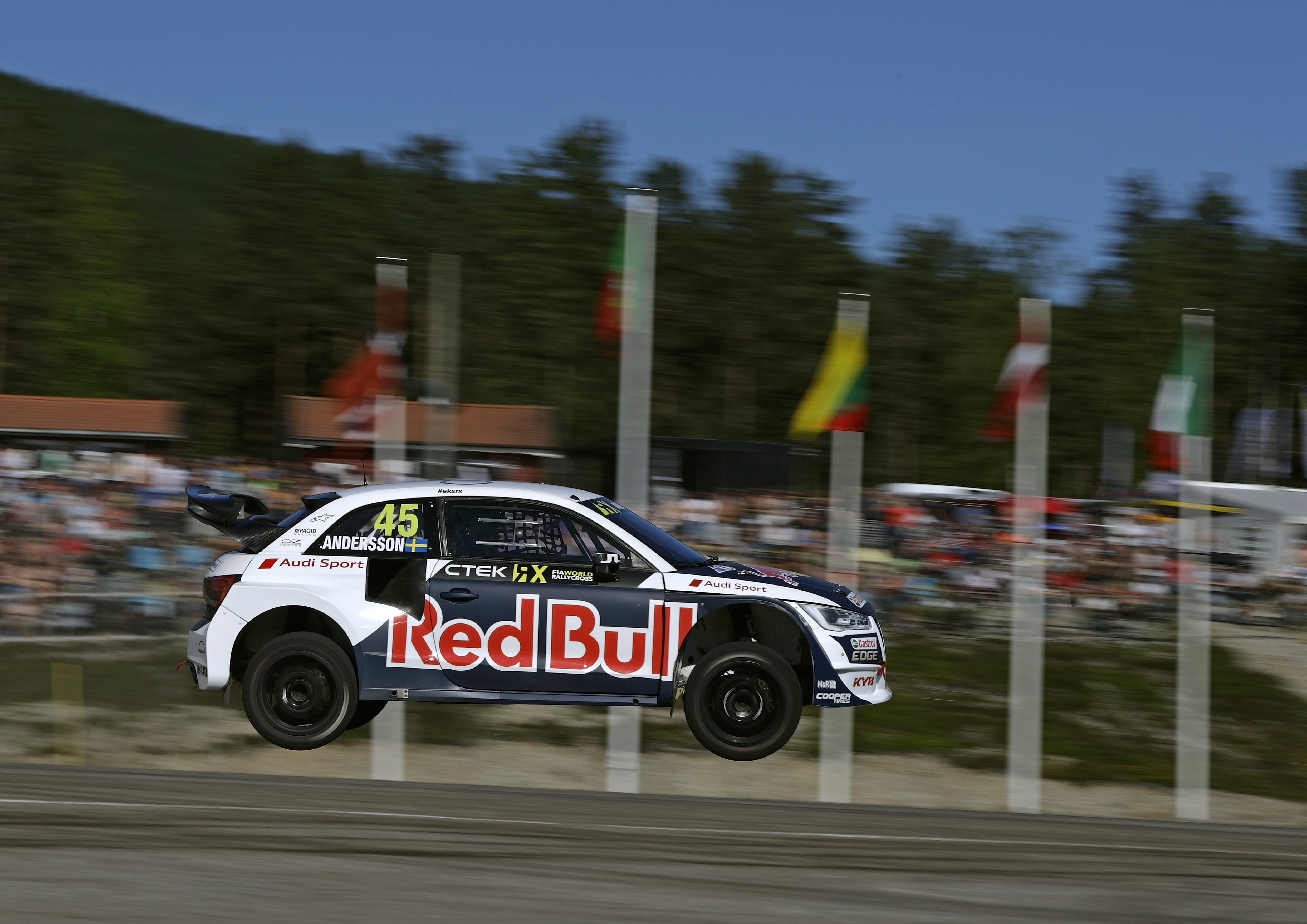
Actief in het WK-rallycross in 2017 met een Audi S1

Sindsdien heeft Andersson een overstap gemaakt naar de rallycross, sporadisch actief in manches van wereldkampioenschap rallycross.

## Complete resultaten in het wereldkampioenschap rally
| Seizoen | Inschrijving                          | Auto                      | 1       | 2       | 3       | 4       | 5       | 6       | 7      | 8       | 9       | 10      | 11      | 12      | 13      | 14      | 15      | 16      | Pos. | Punten |
| ------- | ------------------------------------- | ------------------------- | ------- | ------- | ------- | ------- | ------- | ------- | ------ | ------- | ------- | ------- | ------- | ------- | ------- | ------- | ------- | ------- | ---- | ------ |
| 2002    | Per-Gunnar Andersson                  | Renault Clio RS           | MON     | ZWE 43  | FRA     | SPA     | CYP     | ARG     | GRI    | KEN     | FIN     | DUI     | ITA     | NZL     | AUS     | GBR     |         |         | –    | 0      |
| 2003    | Per-Gunnar Andersson                  | Renault Clio S1600        | MON     | ZWE     | TUR     | NZL     | ARG     | GRI     | CYP    | DUI     | FIN DNF | AUS     | ITA 19  | FRA     | SPA DNF | GBR DNF |         |         | –    | 0      |
| 2004    | Per-Gunnar Andersson                  | Suzuki Ignis S1600        | MON 19  |         |         |         |         | GRI DNF | TUR 11 | ARG     | FIN 16  | DUI     | JPN DNF | GBR DNF | ITA 9   | FRA     | SPA 16  | AUS     | –    | 0      |
| 2004    | Per-Gunnar Andersson                  | Mitsubishi Lancer Evo VII |         | ZWE 25  | MEX     | NZL     | CYP     |         |        |         |         |         |         |         |         |         |         |         | –    | 0      |
| 2005    | Per-Gunnar Andersson                  | Suzuki Ignis S1600        | MON 18  | ZWE 18  | MEX 14  | NZL 17  | ITA 22  | CYP 33  | TUR 19 | GRI 15  | ARG     |         |         |         |         |         |         |         | –    | 0      |
| 2005    | Per-Gunnar Andersson                  | Suzuki Swift S1600        |         |         |         |         |         |         |        |         |         | FIN DNF | DUI 16  | GBR 22  | JPN 22  | FRA     | SPA DNF | AUS     | –    | 0      |
| 2006    | Per-Gunnar Andersson                  | Suzuki Swift S1600        | MON     | ZWE 19  | MEX     | SPA     | FRA     | ARG 34  | ITA 21 | GRI     | DUI     | FIN 18  | JPN     | CYP     | TUR DSQ | AUS     | NZL     | GBR DNF | –    | 0      |
| 2007    | Suzuki Sport Europe                   | Suzuki Swift S1600        | MON     | ZWE     | NOO 18  | MEX     | POR 14  | ARG     | ITA 14 | GRI     | FIN     | DUI     | NZL     | SPA 15  | FRA 20  | JPN     | IER     | GBR     | –    | 0      |
| 2008    | Suzuki World Rally Team               | Suzuki SX4 WRC            | MON 8   | ZWE DNF | MEX DNF | ARG 24  | JOR DNF | ITA 9   | GRI 11 | TUR DNF | FIN DNF | DUI 15  | NZL 6   | SPA 32  | FRA 17  | JPN 5   | GBR 5   |         | 12   | 12     |
| 2009    | Per-Gunnar Andersson                  | Škoda Fabia WRC           | IER     | NOO DNF | CYP     | POR     | ARG     | ITA     | GRI    | POL     | FIN     | AUS     | SPA     | GBR     |         |         |         |         | –    | 0      |
| 2010    | Per-Gunnar Andersson                  | Škoda Fabia S2000         | ZWE 10  | MEX     |         |         |         |         |        |         |         |         |         |         |         |         |         |         | 13   | 8      |
| 2010    | Rufa Sport                            | Škoda Fabia S2000         |         |         | JOR 16  | TUR     | NZL     | POR 16  |        | FIN 10  | DUI 13  | JPN     | FRA     | SPA     | GBR     |         |         |         | 13   | 8      |
| 2010    | Stobart M-Sport Ford Rally Team       | Ford Focus RS WRC 08      |         |         |         |         |         |         | BUL 7  |         |         |         |         |         |         |         |         |         | 13   | 8      |
| 2011    | Per-Gunnar Andersson                  | Ford Fiesta RS WRC        | ZWE 7   | MEX     | POR     | JOR     |         |         |        |         |         |         |         |         |         |         |         |         | 20   | 6      |
| 2011    | M-Sport Stobart Ford World Rally Team | Ford Fiesta RS WRC        |         |         |         |         | ITA 15  | ARG     | GRI    |         |         |         |         |         |         |         |         |         | 20   | 6      |
| 2011    | Tommi Mäkinen Racing                  | Subaru Impreza STi R4     |         |         |         |         |         |         |        | FIN 15  | DUI     | AUS     | FRA     | SPA     | GBR     |         |         |         | 20   | 6      |
| 2012    | Proton Motorsport                     | Proton Satria Neo S2000   | MON DNF | ZWE 14  | MEX     | POR     | ARG     | GRI     | NZL 23 | FIN 11  | DUI     | GBR 24  | FRA 24  | ITA     | SPA 8   |         |         |         | 24   | 4      |
| 2013    | Per-Gunnar Andersson                  | Ford Fiesta S2000         | MON     | ZWE     | MEX     | POR DNF | ARG     | GRI     |        |         |         |         |         |         |         |         |         |         | 23   | 4      |
| 2013    | AT Rally Team                         | Ford Fiesta RS WRC        |         |         |         |         |         |         | ITA 13 | FIN 8   | DUI DNF | AUS     | FRA     | SPA     | GBR     |         |         |         | 23   | 4      |